# Pinnaspis liui
Pinnaspis liui är en insektsart som beskrevs av Sadao Takagi 1970. Pinnaspis liui ingår i släktet Pinnaspis och familjen pansarsköldlöss.
Artens utbredningsområde är Taiwan. Inga underarter finns listade i Catalogue of Life.